# U-128
U-128 — большая океанская немецкая подводная лодка типа IX-C, времён Второй мировой войны.
Введена в строй 12 мая 1941 года. Входила в 2-ю флотилию. Сперва использовалась в тренировочных целях, а с декабря 1941 года — вошла в строй боевых лодок. Совершила 6 боевых походов, потопила 12 судов суммарным водоизмещением 83 639 брт. Потоплена 17 мая 1943 года в Южной Атлантике к югу от Пернамбуко артиллерийским огнём американских эскортных эсминцев USS Moffet и USS Jouett и глубинными бомбами двух самолётов PBM Mariner из состава эскадрильи VP-74. 7 членов экипажа погибли, 47 выжили.